# .lv
.lv je internetová národní doména nejvyššího řádu pro Lotyšsko.